# بالاد احساسی

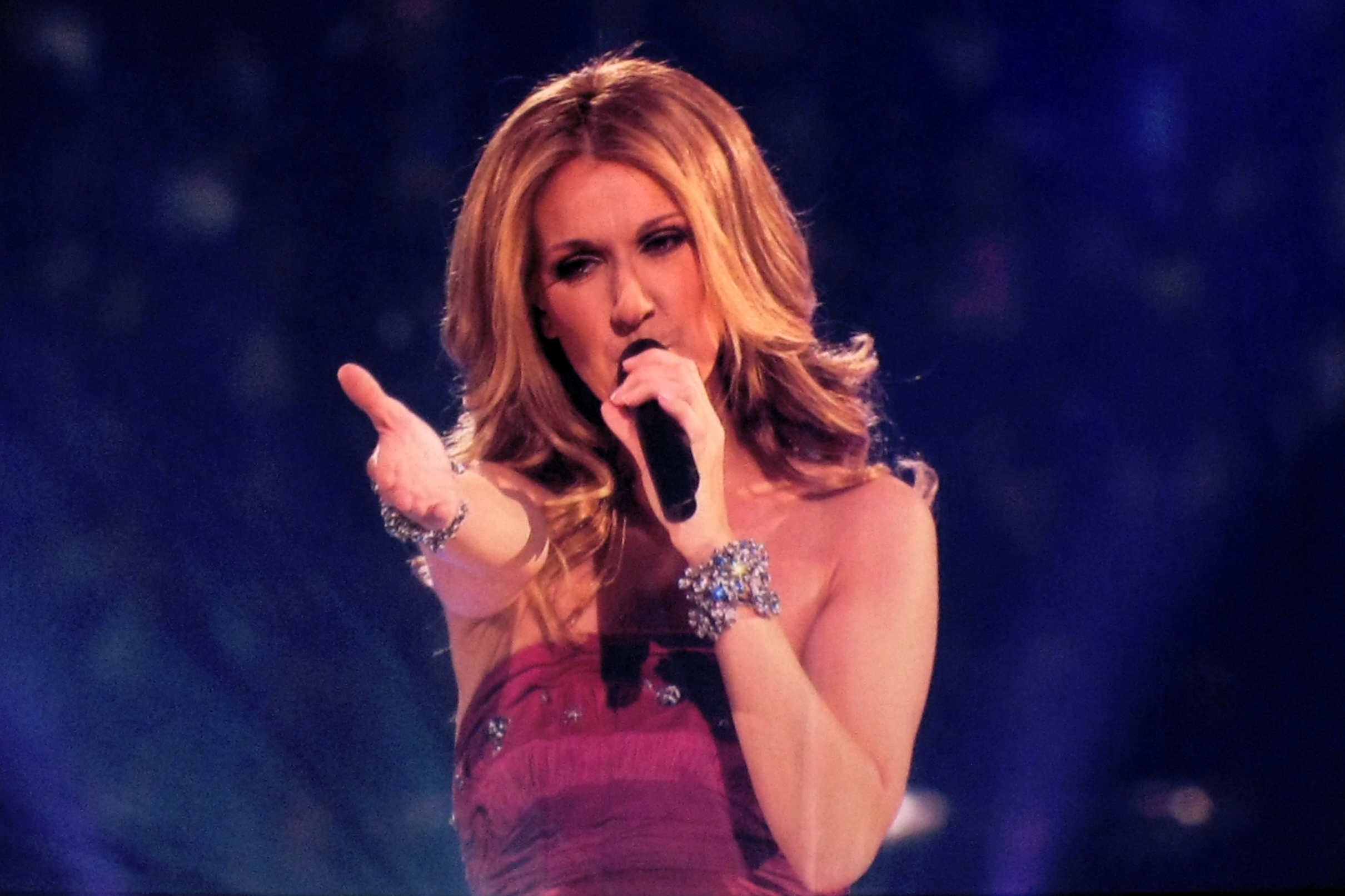
خواننده در حال اجرای تصنیف احساسی

بالاد احساسی (انگلیسی: Sentimental Ballad، به معنی تصنیف احساسی) نوعی از موسیقی که معمولاً در ژانرهای موسیقی پاپ یا راک اجرا می‌شود و ترانه‌اش ماهیتی رمانتیک و عاشقانه دارد که به ارتباطات عاشقانه می‌پردازد؛ گاهی نیز موضوع بالاد جنگ، اعتراض، تنهایی، مرگ، سوءمصرف مواد، سیاست یا دین است.